# Solenocaulon cervicorne
Solenocaulon cervicorne är en korallart som först beskrevs av Gray 1870.  Solenocaulon cervicorne ingår i släktet Solenocaulon och familjen Anthothelidae. Inga underarter finns listade i Catalogue of Life.